# Cratere Titov
Titov è un cratere lunare di 29,61 km situato nella parte nord-occidentale della faccia nascosta della Luna.